# Gemma Hussey
Gemma Hussey z domu Moran (ur. 11 listopada 1938 w Bray, zm. 26 listopada 2024 w Dublinie) – irlandzka polityk, działaczka partii Fine Gael, senator, deputowana oraz minister.

## Życiorys
Absolwentka University College Dublin. Prowadziła szkołę językową, w latach 1974–1978 wchodziła w skład rady dyrektorów Abbey Theatre. Współtworzyła i od 1973 kierowała organizacją kobiecą Women’s Political Association. W latach 1977–1982 przez dwie kadencje zasiadała w Seanad Éireann jako przedstawicielka panelu uniwersyteckiego NUI. Początkowo niezależna, w 1980 dołączyła do Fine Gael. W 1981 bez powodzenia ubiegała się o mandat poselski. W kolejnych wyborach w lutym 1982 po raz pierwszy została wybrana w skład Dáil Éireann. Dwukrotnie z powodzeniem ubiegała się o reelekcję (w listopadzie 1982 oraz w 1987), zasiadając w niższej izbie parlamentu do 1989. Był członkinią drugiego rządu Garreta FitzGeralda. Zajmowała w nim stanowiska ministra edukacji (od grudnia 1982 do lutego 1986), ministra spraw społecznych (od lutego 1986 do marca 1987) oraz ministra pracy (od stycznia do marca 1987). W 1989 nie kandydowała w kolejnych wyborach. W tym samym roku weszła w skład doradzającej prezydentowi Rady Państwa.
Była zamężna, jej mąż Derry Hussey zmarł w 2020. Miała syna i dwie córki.